# Mall of America
Le Mall of America (aussi MoA ou the Megamall en anglais) est le plus grand centre commercial des États-Unis. Situé à Bloomington, dans la banlieue de Minneapolis, il a été inauguré le 11 août 1992. Il a une superficie de 390 000 m2 dont 258 000 m2 de surface de ventes. Il a été créé par la famille Ghermezian.

## Description
Il comprend quatre grands magasins, un dans chacun des angles du bâtiment et un parc d'attractions autrefois dédié au chien de bande dessinée Snoopy (1992-2006), désormais lié à la chaîne de télévision Nickelodeon depuis 2008. Le reste de la surface se répartit entre 522 magasins, 14 salles de cinéma, environ cinquante restaurants et fast-foods, 8 discothèques. 
C'est le centre commercial où fut ouvert le premier Rainforest Cafe en 1994.
Le Mall of America est le centre commercial le plus visité dans le monde, avec environ 40 millions de visiteurs par an qui ont à disposition 20 000 places de stationnement et une chapelle.
Le Mall of America accueillit aussi le tout premier WCW Monday Nitro, le 4 septembre 1995, avec l'apparition surprise de Lex Luger, qui avait travaillé avec la WWF, et un match de championnat avec Hulk Hogan contre The Big Boss Man.

## Magasins
Le Mall of America a plus de 520 magasins répartis sur 4 étages :
- Barnes & Noble
- Forever 21
- DSW Shoe Warehouse
- Macy's
- Marshall's
- Nordstrom
- Nordstrom Rack
- Old Navy
- Sears
- Abercrombie & Fitch
- Hot Topic

## Attractions

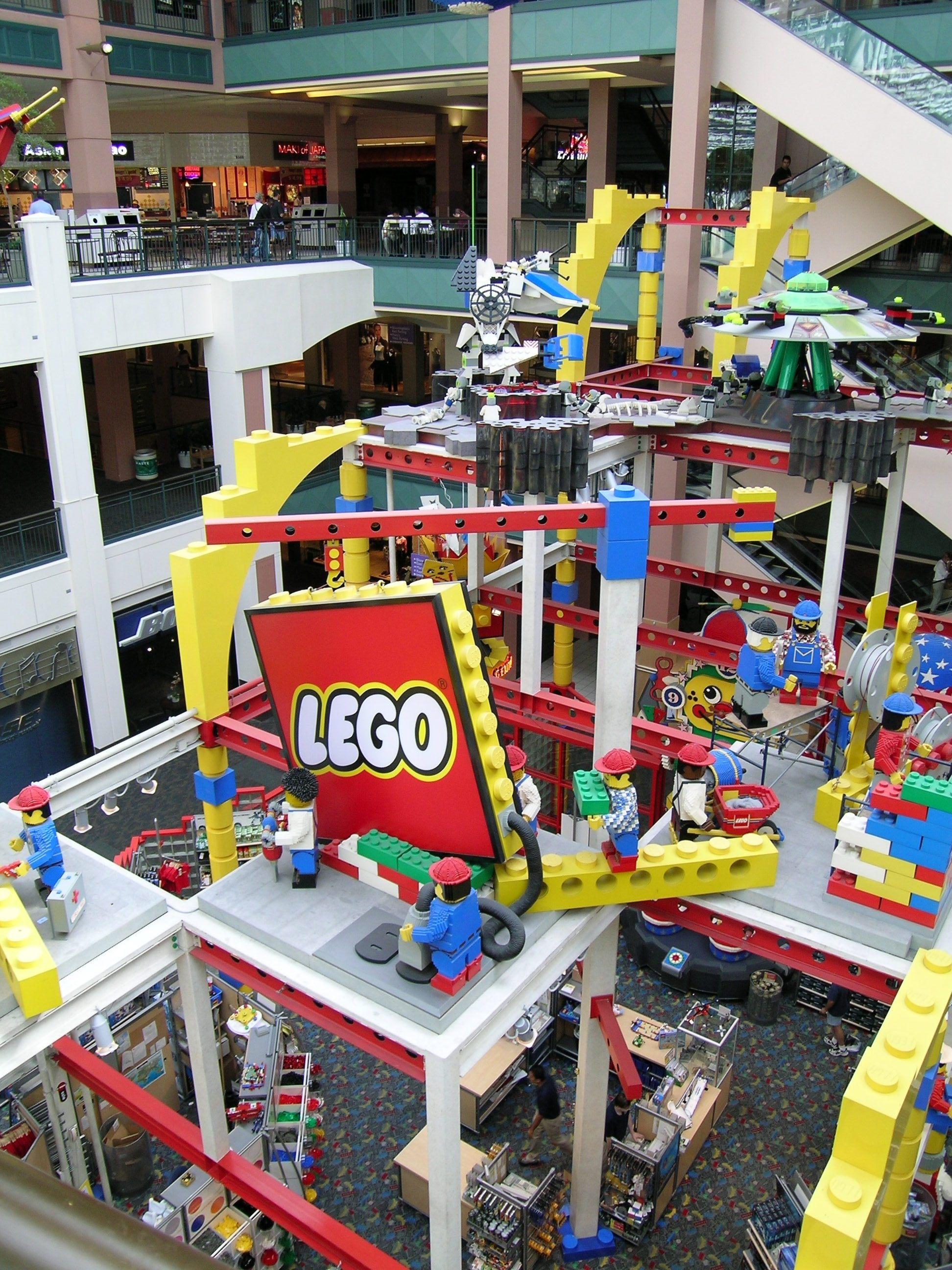
Le Lego Imagination Center.

- Nickelodeon Universe, parc d'attractions de 28 000 m2
- SEA LIFE Aquarium
- Chapel of Love
- Lego Imagination Center, première boutique américaine de Lego ouverte en 1992[1]
- Rainforest Cafe
- SMAAASH arcade de réalité virtuelle
- CMX Cinéma, une filiale de Cinemex
- FlyOver America, flying theater